# 溝上哲也
溝上 哲也（みぞがみ てつや、1956年 - ）は、日本の弁護士・弁理士。元大阪弁護士会知的財産委員会委員長および図書・情報処理委員会委員長。元日本弁護士連合会コンピュータ委員会委員長。元大阪簡易裁判所民事調停委員。元日本知的財産仲裁センター調停人・仲裁人候補者。元日本商標協会理事。弁理士・弁護士法人バリュープラス代表。
専門は、特許法・実用新案法/意匠法/商標法・知的財産法、民法、IT・電子工学。

## 略歴
1956年大阪市旭区生まれ。1975年大阪府立北野高校卒業。1981年京都大学法学部卒業（在学中に司法試験合格）。のちに、大阪工業大学工学部電子工学科卒業。第35期司法修習修了後、1983年網田・廣川法律事務所入所し、弁護士登録（No.18539）および弁理士登録（No.8946）。1988年溝上法律特許事務所開設。2001年日本知的財産仲裁センター調停人・仲裁人候補者に就任。2004年大阪簡易裁判所民事調停委員。2010年大阪弁護士会知的財産委員会委員長。2020年弁理士・弁護士法人バリュープラス代表。

## 主な著書
- 企業買収の実務と法理（共著、商事法務研究会1985）
- 課徴金の対象となるカルテルの実行期間（共著、判例タイムズ647号1987）
- 知的財産契約の理論と実務：大阪弁護士会知的財産法実務研究会編（共著、商事法務 2007）
- 最新判例知財法：小松陽一郎先生還暦記念（分担執筆、青林書院 2008）
- 知的財産法最高裁判例評釈大系（分担執筆、青林書院2009）
- 訴訟代理人から見た知的財産関連事件の立証について（共著、判例タイムズ1347号2011）
- 最新知的財産判例集：三山俊司先生・松村信夫先生還暦記念（分担執筆、青林書院2011）
- 知的財産権・損害論の理論と実務：大阪弁護士会知的財産法実務研究会編（共著、商事法務 2012）
- 商標の法律相談Ⅱ（分担執筆、青林書院2017）
- 特許権侵害紛争の実務-裁判例を踏まえた解決手段とその展望：小松陽一郎先生古稀記念論文集（分担執筆、青林書院2018）
- 知的財産契約の実務 理論と書式＜特許編＞：大阪弁護士会知的財産法実務研究会編（共著、商事法務2022）